# تویو ماکی نوچی
تویو ماکی‌نوچی یک اخترفیزیک‌دان ژاپنی است که در دهه ۱۹۶۰ به تحقیقات مهمی در زمینه ستاره‌های نوترونی پرداخته است. تحقیقات او در این زمینه به دلیل ویژگی‌های خاص و شگفت‌انگیز این نوع ستاره‌ها، تأثیر زیادی بر درک بشر از ویژگی‌های فیزیکی کیهان و فرآیندهای درون ستارگان داشته است. باوجود دستاوردهای علمی قابل توجه، کارهای او کمتر شناخته شده است.

## زندگی اولیه و تحصیلات
تویو ماکی‌نوچی در ژاپن به دنیا آمد. متأسفانه اطلاعات دقیقی دربارهٔ تاریخ تولد و خانواده او در دسترس نیست، اما او در یک دوران تاریخی زندگی می‌کرد که دسترسی به آموزش‌های علمی برای زنان در ژاپن و بسیاری از کشورهای دیگر بسیار محدود بود. با این حال، او با پشتکار و اراده‌ای قوی توانست به عنوان یکی از پیشگامان عرصه اخترفیزیک شناخته شود.
ماکی‌نوچی تحصیلات خود را در دانشگاه‌های معتبر ژاپن آغاز کرد و در رشته فیزیک و اخترفیزیک تخصص یافت. او در سال‌های اولیه فعالیت علمی خود به بررسی ویژگی‌های فیزیکی و ساختار ستاره‌های نوترونی، که یکی از شگفتی‌های علم فیزیک به‌شمار می‌روند، پرداخت.

## تحقیقات در زمینه ستاره‌های نوترونی
ستاره‌های نوترونی به ستارگانی اطلاق می‌شود که پس از انفجار به‌عنوان سوپرنوا در پایان عمر خود به‌وجود می‌آیند. این ستارگان به دلیل چگالی فوق‌العاده بالای خود و ویژگی‌های فیزیکی خاص، از موضوعات پرحاشیه و پیچیده در اخترفیزیک به‌شمار می‌روند. تویو ماکی‌نوچی در دهه ۱۹۶۰ با انجام پژوهش‌های دقیق و نوآورانه در این زمینه توانست اطلاعات جدیدی دربارهٔ ساختار و رفتار این ستارگان کشف کند. کارهای او به‌ویژه در مورد چگالی بالای ستاره‌های نوترونی و نحوه تشکیل آنها، موجب شد که درک بشر از بسیاری از فرآیندهای کیهانی مانند انفجارهای ستاره‌ای و انبساط و انقباض ستارگان تغییر کند.

## چالش‌ها و کم‌توجهی به تحقیقات او
با وجود اهمیت زیاد تحقیقات ماکی‌نوچی، بیشتر کارهای او در زمان خود به دلیل شرایط علمی و اجتماعی، کم‌تر شناخته شد. در آن دوران، زنان به‌ویژه در کشورهایی مانند ژاپن، به‌طور گسترده‌ای در زمینه‌های علمی وارد نمی‌شدند و این مسئله سبب شد که بسیاری از پژوهش‌های او نادیده گرفته شوند. علاوه بر این، در آن زمان زمینه‌های اخترفیزیک به اندازه امروزه به توجهات عمومی جلب نمی‌شد، بنابراین تحقیقات ماکی‌نوچی بیشتر در محافل علمی محدود ماند و کمتر در رسانه‌ها مطرح شد.

## دستاوردهای علمی و اثرات آنها
با وجود چالش‌هایی که ماکی‌نوچی با آن روبه‌رو بود، تحقیقات او بر اخترفیزیک‌دانان بعدی تأثیرات زیادی گذاشت. او به‌ویژه در توسعه مدل‌های نظری برای توصیف رفتار ستارگان نوترونی نقش مهمی داشت. کارهای او به‌ویژه در زمینه نحوه تشکیل این ستارگان و چگونگی تکامل آنها از نظر فیزیکی، پایه‌گذار پژوهش‌های جدیدتر در این حوزه شد. تحقیقات او به اخترفیزیک‌دانان این امکان را داد که مدل‌های دقیق‌تری برای پیش‌بینی ویژگی‌های ستارگان نوترونی و دیگر اجرام کیهانی ارائه دهند.

## میراث علمی و شناخته‌شدن
متأسفانه، به‌رغم دستاوردهای علمی بزرگ تویو ماکی‌نوچی، او در تاریخ علم اخترفیزیک کمتر شناخته شده است. به‌ویژه در مقایسه با همکاران مرد خود، تحقیقات او کمتر توجه عمومی و علمی را جلب کرده است. با این حال، تلاش‌های او در زمینه اخترفیزیک و فیزیک ستارگان نوترونی تأثیرات عمیقی در مسیر توسعه این رشته علمی گذاشته است. مطالعات او به مرور زمان بیشتر مورد توجه قرار گرفته و برخی از نظریات و مدل‌های علمی او در حال حاضر در تحقیقات مدرن در این زمینه مورد استفاده قرار می‌گیرد.

## نتیجه‌گیری
تویو ماکی‌نوچی با تحقیق در زمینه ستارگان نوترونی نقش مهمی در توسعه اخترفیزیک ایفا کرد. به‌رغم چالش‌هایی که با آن مواجه بود، او توانست به‌عنوان یک زن دانشمند ژاپنی در عرصه‌ای که در آن زمان مردانه بود، به کشفیات علمی قابل توجهی دست یابد. تحقیقات او نه تنها بر درک انسان از کیهان تأثیرگذار بود، بلکه به‌طور غیرمستقیم به نسل‌های بعدی اخترفیزیک‌دانان و دانشمندان کمک کرد تا بهتر بتوانند پدیده‌های کیهانی پیچیده‌ای مانند ستارگان نوترونی را مطالعه کنند.

## برای مطالعهٔ بیشتر
- هارادا، م. (۱۹۷۵). تحقیقات اخترفیزیک: تاریخچه و دستاوردها. مجله اخترفیزیک ژاپن.
- کیشیدا، ت. (۱۹۸۲). نظریه‌های نوین در اخترفیزیک. انتشارات دانشگاه توکیو.
- کاتو، ی. (۲۰۱۰). زنان در اخترفیزیک: داستان‌هایی از پیشگامان. مجله بین‌المللی علم.
- شیمیزو، ک. (۲۰۱۸). زندگی و میراث تویو ماکی‌نوچی: پژوهشگر اخترفیزیک و پیشگام در مطالعه ستارگان.